# Cydonia Mensae
Le Cydonia Mensae sono una struttura geologica della superficie di Marte.
Il 25 luglio del 1976, nel corso della sua 35ª orbita, la sonda Viking 1 realizzò sopra questa zona una fotografia, comunemente conosciuta come Volto su Marte, ritenuta all'epoca da alcuni come una struttura artificiale. Gli studi successivi hanno smentito l'ipotesi, le immagini ad alta risoluzione hanno mostrato che il "volto" in realtà è una comune formazione rocciosa che solo un'illusione ottica e la bassa risoluzione delle immagini rendeva simile a un volto.
Nella regione è ambientato il film Mission to Mars.

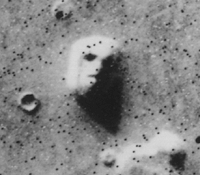
Il volto su Marte, celebre caso di pareidolia: si tratta di una formazione rocciosa sulle Cydonia Mensae, ripresa dalla sonda Viking 1, che appare come un volto umano